# پرستار کودک

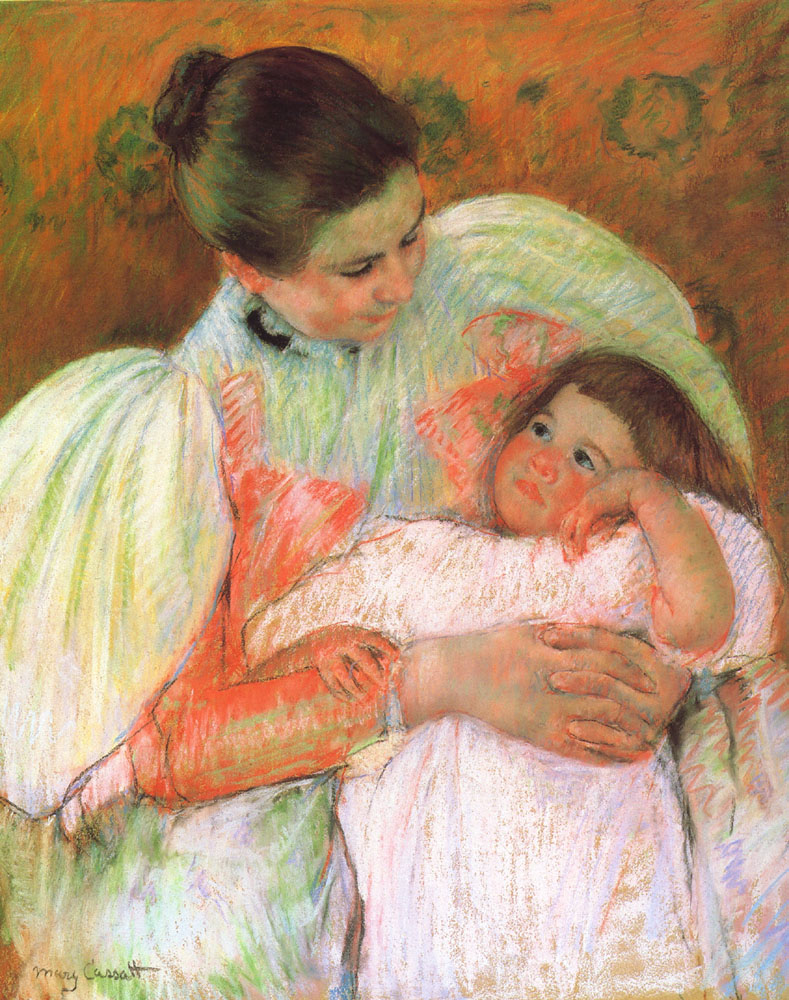
نقاشی از یک کودک و پرستار بچه

امروزه به شخصی که در نگهداری کودک به مادر کمک می‌کند، پرستار کودک (به انگلیسی: Nanny) یا پرستار بچه می‌گویند.

در زمان قدیم به زنی که در نگهداری کودک به مادر کمک می‌کرد دایه یا لَلِه یا دَدِه گفته می‌شد. دایه گاه به معنای زنی است که بچهٔ زن دیگری را شیر دهد. همچنین گاه به معنای ماما و قابله، کسی که کمک می‌کند بچه‌ای زاده شود، است.